# Silverton (Australia)
Silverton è una località australiana del Nuovo Galles del Sud, situata nella regione non incorporata di Far West, nell'estremo ovest dello Stato federato. Si trova a circa 26 km a nord-ovest di Broken Hill.